# Temporada 1904-1905 del FC Barcelona
La temporada 1904-05 va ser la 6a de la història del FC Barcelona. El club es va proclamar campió del Campionat de Catalunya de futbol.

## Fets destacats
El Barcelona es proclama per primera vegada campió de Catalunya. El partit decisiu es va jugar el 21 de juny de 1905, contra l'Espanyol, a qui va vèncer per 3 a 2. Tot i així, a causa dels mals resultats obtinguts durant la temporada, es va iniciar una època de crisi, i va disminuir el nombre de socis (de 234 a 198). El club va trigar molt temps a recuperar-se i en diverses ocasions l'equip va haver de jugar amb 10 jugadors, ja que no en reunien més.
Els propietaris dels terrenys de la carretera d'Horta van decidir edificar, de manera que el club es va veure obligat a canviar de camp. Es van traslladara a un camp al carrer Muntaner, delimitat pels carrers París, Casanova i Londres.

## Plantilla
Font:
| N.                            | Pos. | Nac. | Jugador              | Total | Total | C. Catalunya | C. Catalunya | Amistosos | Amistosos |
| N.                            | Pos. | Nac. | Jugador              | PJ    | Gols  | PJ           | Gols         | PJ        | Gols      |
| ----------------------------- | ---- | --- | -------------------- | ----- | ----- | ------------ | ------------ | --------- | --------- |
| —                             | POR  | [[Fitxer:Flag of Catalonia.svg\|23x15px\|border \|alt=Catalunya\|link=Selecció de futbol de Catalunya\|{{#if:\|]]                              | Joan Soler           | 13    | -10   | 7            | -10          | 6         | -         |
| —                             | DEF  | [[Fitxer:Flag of Catalonia.svg\|23x15px\|border \|alt=Catalunya\|link=Selecció de futbol de Catalunya\|{{#if:\|]]                              | Arthur Witty         | 14    | 0     | 7            | 0            | 7         | 0         |
| —                             | DEF  | [[Fitxer:Flag of England.svg\|23x15px\|border \|alt=Anglaterra\|link=Selecció de futbol d'Anglaterra\|{{#if:\|]]                               | Junior Morris        | 14    | 0     | 6            | 0            | 8         | 0         |
| —                             | DEF  | [[Fitxer:Flag of Scotland.svg\|23x15px\|border \|alt=Escòcia\|link=Selecció de futbol d'Escòcia\|{{#if:\|]]                                    | John Hamilton        | 3     | 0     | 2            | 0            | 1         | 0         |
| —                             | MIG  | [[Fitxer:Flag of Catalonia.svg\|23x15px\|border \|alt=Catalunya\|link=Selecció de futbol de Catalunya\|{{#if:\|]]                              | Josep Vidal          | 11    | 1     | 6            | 1            | 5         | 0         |
| —                             | MIG  | [[Fitxer:Flag of the Valencian Community (2x3).svg\|23x15px\|border \|alt=País Valencià\|link=Selecció de futbol del País Valencià\|{{#if:\|]] | Josep Quirante       | 14    | 6     | 6            | 3            | 8         | 3         |
| —                             | MIG  | [[Fitxer:Flag of Catalonia.svg\|23x15px\|border \|alt=Catalunya\|link=Selecció de futbol de Catalunya\|{{#if:\|]]                              | Josep Ortiz          | 5     | 0     | 2            | 0            | 3         | 0         |
| —                             | MIG  | [[Fitxer:Flag of Catalonia.svg\|23x15px\|border \|alt=Catalunya\|link=Selecció de futbol de Catalunya\|{{#if:\|]]                              | Francesc Sanz        | 2     | 0     | 1            | 0            | 1         | 0         |
| —                             | DAV  | [[Fitxer:Flag of Catalonia.svg\|23x15px\|border \|alt=Catalunya\|link=Selecció de futbol de Catalunya\|{{#if:\|]]                              | Carlos Comamala      | 14    | 5     | 7            | 1            | 7         | 4         |
| —                             | DAV  | [[Fitxer:Flag of Catalonia.svg\|23x15px\|border \|alt=Catalunya\|link=Selecció de futbol de Catalunya\|{{#if:\|]]                              | Romà Forns           | 13    | 5     | 7            | 4            | 6         | 1         |
| —                             | DAV  | [[Fitxer:Flag of England.svg\|23x15px\|border \|alt=Anglaterra\|link=Selecció de futbol d'Anglaterra\|{{#if:\|]]                               | Stanley Harris       | 9     | 0     | 6            | 0            | 3         | 0         |
| —                             | DAV  | [[Fitxer:Flag of the German Empire.svg\|23x15px\|border \|alt=Imperi Alemany\|link=Selecció de futbol d'Alemanya\|{{#if:\|]]                   | Udo Steinberg        | 9     | 4     | 5            | 2            | 4         | 2         |
| —                             | DAV  | [[Fitxer:Flag of Catalonia.svg\|23x15px\|border \|alt=Catalunya\|link=Selecció de futbol de Catalunya\|{{#if:\|]]                              | Pérez                | 5     | 0     | 4            | 0            | 1         | 0         |
| —                             | DAV  | [[Fitxer:Flag of England.svg\|23x15px\|border \|alt=Anglaterra\|link=Selecció de futbol d'Anglaterra\|{{#if:\|]]                               | Henry Wihl           | 5     | 0     | 4            | 0            | 1         | 0         |
| —                             | DAV  | [[Fitxer:Flag of England.svg\|23x15px\|border \|alt=Anglaterra\|link=Selecció de futbol d'Anglaterra\|{{#if:\|]]                               | Henry Morris         | 5     | 3     | 3            | 2            | 2         | 1         |
| —                             | DAV  | [[Fitxer:Flag of Scotland.svg\|23x15px\|border \|alt=Escòcia\|link=Selecció de futbol d'Escòcia\|{{#if:\|]]                                    | Joseph Black         | 4     | 3     | 2            | 2            | 2         | 1         |
| —                             | DAV  | [[Fitxer:Flag of Catalonia.svg\|23x15px\|border \|alt=Catalunya\|link=Selecció de futbol de Catalunya\|{{#if:\|]]                              | George Noble         | 2     | 0     | 1            | 0            | 1         | 0         |
| —                             | DAV  | [[Fitxer:Flag of Catalonia.svg\|23x15px\|border \|alt=Catalunya\|link=Selecció de futbol de Catalunya\|{{#if:\|]]                              | Lluís d'Ossó         | 4     | 5     | 1            | 1            | 3         | 4         |
| Equip reserva                 |      | |                      |       |       |              |              |           |           |
| —                             | POR  | [[Fitxer:Flag of Catalonia.svg\|23x15px\|border \|alt=Catalunya\|link=Selecció de futbol de Catalunya\|{{#if:\|]]                              | Juli Marial          | 2     | 0     | 0            | 0            | 2         | -         |
| —                             | DEF  | [[Fitxer:Flag of Switzerland.svg\|23x16px\|border \|alt=Suïssa\|link=Selecció de futbol de Suïssa\|{{#if:\|]]                                  | Keller               | 2     | 0     | 0            | 0            | 2         | 0         |
| —                             | DEF  | [[Fitxer:Flag of Catalonia.svg\|23x15px\|border \|alt=Catalunya\|link=Selecció de futbol de Catalunya\|{{#if:\|]]                              | Duran                | 1     | 0     | 0            | 0            | 1         | 0         |
| —                             | MIG  | [[Fitxer:Flag of Catalonia.svg\|23x15px\|border \|alt=Catalunya\|link=Selecció de futbol de Catalunya\|{{#if:\|]]                              | Arseni Comamala      | 1     | 0     | 0            | 0            | 1         | 0         |
| —                             | MIG  | [[Fitxer:Flag of Catalonia.svg\|23x15px\|border \|alt=Catalunya\|link=Selecció de futbol de Catalunya\|{{#if:\|]]                              | Manuel Soler         | 3     | 0     | 0            | 0            | 3         | 0         |
| —                             | MIG  | [[Fitxer:Flag of Catalonia.svg\|23x15px\|border \|alt=Catalunya\|link=Selecció de futbol de Catalunya\|{{#if:\|]]                              | Josep Llobet         | 2     | 0     | 0            | 0            | 2         | 0         |
| —                             | MIG  | [[Fitxer:Flag of Catalonia.svg\|23x15px\|border \|alt=Catalunya\|link=Selecció de futbol de Catalunya\|{{#if:\|]]                              | Abelardo Mas         | 2     | 0     | 0            | 0            | 2         | 0         |
| —                             | DAV  | [[Fitxer:Flag of England.svg\|23x15px\|border \|alt=Anglaterra\|link=Selecció de futbol d'Anglaterra\|{{#if:\|]]                               | Horace Stanley Chown | 2     | 2     | 0            | 0            | 2         | 2         |
| —                             | DAV  | [[Fitxer:Flag of Catalonia.svg\|23x15px\|border \|alt=Catalunya\|link=Selecció de futbol de Catalunya\|{{#if:\|]]                              | Enric Vinyes         | 1     | 0     | 0            | 0            | 1         | 0         |
| —                             | DAV  | [[Fitxer:Flag of Switzerland.svg\|23x16px\|border \|alt=Suïssa\|link=Selecció de futbol de Suïssa\|{{#if:\|]]                                  | Hans Gamper          | 1     | 1     | 0            | 0            | 1         | 1         |
| —                             | DAV  | [[Fitxer:Flag of the Valencian Community (2x3).svg\|23x15px\|border \|alt=País Valencià\|link=Selecció de futbol del País Valencià\|{{#if:\|]] | Bernat Lassaleta     | 1     | 0     | 0            | 0            | 1         | 0         |
| Jugadors convidats o puntuals |      | |                      |       |       |              |              |           |           |
| —                             | DAV  | [[Fitxer:Flag of Catalonia.svg\|23x15px\|border \|alt=Catalunya\|link=Selecció de futbol de Catalunya\|{{#if:\|]]                              | Joan Camps           | 1     | 0     | 0            | 0            | 1         | 0         |

1. ↑  No són incloses dades d'alineacions i golejadors del partit de la 8 jornada contra l'X per falta de fonts.
2. ↑  S'inclouen els jugadors del club que no van disputar parits oficials durant la temporada.
3. ↑  Formava part del Centre d'Espors Sabadell.

## Competicions
| Competició           | Pos.      | PJ | PG | PE | PP | GF | GC | Campió           |
| -------------------- | --------- | -- | -- | -- | -- | -- | -- | ---------------- |
| Copa Sportmen's Club | Finalista | 2  | 1  | 0  | 1  | 3  | 2  | FC Internacional |
| C. Catalunya         | 1r        | 8  | 5  | 2  | 1  | 20 | 11 | FC Barcelona     |

## Partits

### Amistosos
| 26 novembre 1904 | Català FC | 1 - 0 | FC Barcelona | Barcelona       |  |
|                  |           |       |              | Catala · Vila · |  |

| 7 desembre 1904 | Català FC | 3 - 1 | FC Barcelona | Barcelona                       |  |
|                 |           |       |              | Antic Velòdrom de la Bonanova · |  |

| 8 desembre 1904 | Club Espanyol | 2 - 1 | FC Barcelona | Barcelona            |  |
|                 |               |       | Black        | Espanyol · Escardo · |  |

| 26 desembre 1904 | FC Barcelona                   | 4 - 0 | Stade Olympique Toulouse | Barcelona          |  |
|                  | Gamper · Steinberg · Lassaleta |       |                          | Espanyol · Vidal · |  |

| 6 gener 1905 | FC Vilafranca | 0 - 6 | FC Barcelona              | Barcelona             |  |
|              |               |       | Chown · Osso · C.Comamala | Vilafranca · Batlle · |  |

| 26 febrer 1905 | FC Barcelona        | 2 - 3 | Català FC | Barcelona          |  |
|                | Comamala · Quirante |       |           | Muntaner · Meyer · |  |

| 1 juny 1905 | FC Barcelona        | 3 - 1 | FC Internacional | Barcelona             |  |
|             | Comamala · Quirante |       |                  | Associacio · Vinyes · |  |

1. ↑  Inauguracio del camp del carrer Muntaner.

### Copa Sportsmen's Club
La Copa Sportmen's Club:
|  | Semifinals                  | Semifinals       |                             |   | Final | Final |
|  |                             |                  |                             |   |       |       |
|  | 25 setembre 1904 – Espanyol |                  |                             |   |       |       |
|  |                             |                  |                             |   |       |       |
|  | Club Espanyol               | 1                |                             |   |       |       |
|  | Club Espanyol               | 1                | 27 setembre 1904 – Espanyol |   |       |       |
|  | FC Barcelona                | 3                |                             |   |       |       |
|  | FC Barcelona                | 3                | FC Barcelona                | 0 |       |       |
|  | 25 setembre 1904 – Espanyol |                  | FC Barcelona                | 0 |       |       |
|  |                             | FC Internacional | 1                           |   |       |       |
|  | FC Internacional            | FC Internacional | 1                           | 2 |       |       |
|  | FC Internacional            |                  |                             | 2 |       |       |
|  | Català FC                   | 1                |                             |   |       |       |
|  | Català FC                   | 1                |                             |   |       |       |

| 25 setembre 1904 | Club Espanyol | 1 - 3 | FC Barcelona             | Barcelona          |  |
| Semifinal        |               |       | Ossó · Steinberg · Forns | Espanyol · Darne · |  |

| 27 setembre 1904 | FC Internacional | 1 - 0 | FC Barcelona | Barcelona                          |  |
| Final            | Colmenares 105   |       |              | Placa d'Armes del Parc · Alesson · |  |

1. ↑  Partit amb una pròrroga de 15 minuts.

### Campionat de Catalunya
| Pos | Equip            | PJ | PG | PE | PP | GF | GC | DG | Pts | Classificació |
| --- | ---------------- | -- | -- | -- | -- | -- | -- | -- | --- | ------------- |
| 1   | FC Barcelona (C) | 8  | 5  | 2  | 1  | 20 | 11 | +9 | 12  | Campió        |
| 2   | Club Espanyol    | 8  | 5  | 1  | 2  | 16 | 8  | +8 | 11  |               |
| 3   | FC Internacional | 8  | 5  | 1  | 2  | 12 | 6  | +6 | 11  |               |

| 11 desembre 1904 | FC X | 0 - 1 | FC Barcelona | Barcelona                             |  |
| Jornada 2        |      |       | Steinberg    | Camp de l'Hospital Clínic · Alesson · |  |

| 8 gener 1905 | FC Barcelona                             | 6 – 0 | Català FC | Barcelona                           |  |
| Jornada 4    | Forns · Quirante · H. Morris · Steinberg |       |           | Camp de l'Hospital Clínic · Meyer · |  |

| 29 gener 1905 | FC Barcelona      | 2 – 2 | FC Internacional | Barcelona                            |  |
| Jornada 5     | Forns · H. Morris |       | Gol · Gol        | Camp de l'Hospital Clínic · Carril · |  |

| 12 febrer 1905 | FC Barcelona | 1 – 1 | Club Español | Barcelona                               |  |
| Jornada 7      | Vidal        |       | Green        | Camp de l'Hospital Clínic · Degollada · |  |

| 12 març 1905 | FC Barcelona | 4 – 1 | FC X | Barcelona                   |  |
| Jornada 8    |              |       |      | Camp de l'Hospital Clínic · |  |

| 26 març 1905 | Català FC             | 4 – 1 | FC Barcelona | Barcelona                           |  |
| Jornada 10   | Gol · Gol · Gol · Gol |       | d'Ossó       | Camp de l'Hospital Clínic · Meyer · |  |

| 30 abril 1905 | FC Internacional | 1 – 2 | FC Barcelona     | Barcelona                           |  |
| Jornada 13    | Gol              |       | Comamala · Black | Camp de l'Hospital Clínic · Darné · |  |

| 19 maig 1905 | Club Español | 2 – 3 | FC Barcelona  | Barcelona                          |  |
| Jornada 14   | · Ponz       |       | Black · Forns | Camp de l'Hospital Clínic · Park · |  |